# Walckenaeria inflexa
Walckenaeria inflexa là một loài nhện trong họ Linyphiidae.
Loài này thuộc chi Walckenaeria. Walckenaeria inflexa được Johan Peter Westring miêu tả năm 1861.